# Ballana mera
Ballana mera är en insektsart som beskrevs av Delong 1937. Ballana mera ingår i släktet Ballana och familjen dvärgstritar. Inga underarter finns listade i Catalogue of Life.